# Peking Allstars
Peking Allstars var en rockgrupp som i början på 1980-talet var aktiv på den internationella musikscenen i Peking. Grundades och leddes länge av Graham Earnshaw, sång och gitarr, och bestod av musiker från bland annat Australien, Brasilien, Turkiet, Madagaskar, Palestina, Sverige och USA. Gjorde en serie bejublade framträdanden på Friendship Hotel och ambassadkvarteren men p.g.a. de ännu i början på den s.k. reform-eran i Kina rådande restriktionerna på kulturområdet (ex.vis kampanjen mot ”andlig förorening” 1983-1984) aldrig några regelrätta studioinspelningar. En bild från en av gruppens spelningar på Pekings universitet finns med i boken China After Mao av Liu Heung-shing. Earnshaw sammanställde senare vad han kallade för ”självskrivna inspelningar” (”self-penned recordings”) från denna tid, MP3-kompilationerna The Peking Tapes Vol. 1 (1981) och Vol. 2 (1982). Bland de svenska musiker som spelat i Peking Allstars återfinns bl.a. tenorsaxofonisten Frédéric Cho, son till Seung-bog Cho, och gitarristen Michael Schoenhals (som tillsammans med Thomas Haglund medverkat på den legendariska av amerikanska Rite Records år 1979 utgivna LP:n Country Comfort). Innan han startade sitt eget band 1984 hade Cui Jian, som på engelskspråkiga Wikipedia beskrivs som den ”kinesiska rockens fader”, frågat om han kunde få vara med i bandet (på trumpet!), men fått nobben. ”Han hade inte den där rätta rock-känslan” var det huvudsakliga skälet, sägs det. Multi-instrumentalisten Nogabe "Robinson" Randriaharimalala från Madagaskar var länge trummis i bandet och gjorde sedan karriär på egen hand: hans senaste CD Afatra kom ut 2008. Gruppens t-shirts som visar Himmelska Fridens Port mot bakgrund av en stor röd stjärna och något som ser ut som en Gibson CF100DCE Double Cutaway är idag begärliga samlarobjekt med kultstatus bland medelålders besökare på Hard Rock Cafe.